# Arogant EP
Arogant EP – minialbum polskiego producenta muzycznego i rapera Fokusa. Wydawnictwo ukazało się 31 grudnia 2021 roku nakładem wytwórni muzycznej MaxFloRec. Produkcją bitów w całości zajął się Fokus, natomiast w aranżacji utworów brał udział Dawid Twardowski z MaxFloStudia. Jest on również odpowiedzialny za miks i mastering materiału.

## Lista utworów
Opracowano na podstawie materiału źródłowego.
1. „Kaijū”
2. „Shadowban”
3. „ATH”
4. „Paradox”
5. „Arogant”
6. „Długi”